# Corey Gaines
Corey Yasuto Gaines (ur. 1 czerwca 1965 w Los Angeles) – amerykański koszykarz, występujący na pozycji rzucającego obrońcy, po zakończeniu kariery zawodniczej trener koszykarski.
W 1983 został zaliczony do II składu Parade All-American oraz wystąpił w meczu gwiazd amerykańskich szkół średnich McDonald’s All-American.

## Osiągnięcia
Na podstawie, o ile nie zaznaczono inaczej.
NCAA
- Mistrz:
  - turnieju:
    - National Invitation Tournament (NIT – 1983)
    - konferencji West Coast (WCC – 1988)

  - sezonu regularnego WCC (1988)
- Uczestnik II rundy turnieju NCAA (1988)
- Lider WCC w liczbie (271) i średniej (8,7) asyst (1988)

Drużynowe
- Mistrz ABA (2004)
- Wicemistrz NBA (1994)

Indywidualne
- Zaliczony do I składu ligi izraelskiej (1997)
- Lider w asystach ligi:
  - izraelskiej (1999, 2001–2003)
  - CBA (1990)

Trenerskie
- Mistrzostwo WNBA (2007¹, 2009)

¹ – jako asystent trenera